# Làcares d'Atenes
Làcares  (en llatí Lachares, en grec Λαχάρης) va ser un dels més influents demagogs de la ciutat d'Atenes, després del restabliment de la democràcia per Demetri Poliorcetes.
Cassandre el va subornar i li va suggerir que assolís la tirania, però no va poder fer res fins que l'any 296 aC la ciutat va ser assetjada per Demetri. Llavors va aprofitar els clams del poble contra el cap local Demòcares, que va ser expulsat i Làcares va assolir el govern. Pausànies diu que com tots els tirans va ser inhumà cap als homes i sacríleg cap als déus, va saquejar temples i especialment el Partenó, dels que va treure els seus tresors, i fins i tot va privar a l'estàtua d'Atena Pàrtenos dels seus guarniments. Des del primer moment va prohibir per decret fins i tot pronunciar el nom de Demetri Poliorcetes i va resistir el setge fins que la gana va assolar la ciutat. Llavors, disfressat, es va escapar cap a Tebes.
Poliè diu que va ser perseguit per homes de Demetri però se'n va lliurar llençant algunes monedes d'or que els perseguidors es van aturar a agafar. Segons el mateix autor va amagar-se a Tebes fins que aquesta ciutat va caure en mans de Demetri i després va fugir a Delfos, i més tard a Tràcia. Durant la captivitat de Lisímac de Tràcia, Demetri va envair Tràcia i va assetjar Sestos, on era Làcares, però va aconseguir fugir cap a Lisimàquia. Torna a aparèixer l'any 279 aC a Cassandria, quan va ser expulsat per Apol·lodor sota el càrrec de conspiració per entregar la ciutat al selèucida Antíoc I Sòter. Ja no torna a aparèixer a les fonts.